# Coelioxys sanguinea
Coelioxys sanguinea là một loài Hymenoptera trong họ Megachilidae. Loài này được Friese mô tả khoa học năm 1922.